# Municipio de Lake Park
El municipio de Lake Park (en inglés: Lake Park Township) es un municipio ubicado en el condado de Becker en el estado estadounidense de Minnesota. En el año 2010 tenía una población de 481 habitantes y una densidad poblacional de 5,3 personas por km².

## Geografía
El municipio de Lake Park se encuentra ubicado en las coordenadas 46°50′19″N 96°7′17″O / 46.83861, -96.12139. Según la Oficina del Censo de los Estados Unidos, el municipio tiene una superficie total de 90.73 km², de la cual 79,9 km² corresponden a tierra firme y (11,94 %) 10,83 km² es agua.

## Demografía
Según el censo de 2010, había 481 personas residiendo en el municipio de Lake Park. La densidad de población era de 5,3 hab./km². De los 481 habitantes, el municipio de Lake Park estaba compuesto por el 99,17 % blancos, el 0,42 % eran amerindios y el 0,42 % eran de una mezcla de razas. Del total de la población el 1,25 % eran hispanos o latinos de cualquier raza.